# Megan Mischler
Megan Mischler (* 8. August 1989) ist eine ehemalige US-amerikanische Fußballspielerin.

## Karriere
In der Saison 2011 spielte Mischler für die WPS-Franchise der Boston Breakers, für die sie am 11. Juni gegen Atlanta Beat zu einem Kurzeinsatz als Einwechselspielerin kam. In der Folge lief sie für kurze Zeit für die Boston Aztec in der WPSL auf. Das Jahr 2012 verbrachte sie beim schwedischen Zweitligisten Hammarby IF, für den sie in 19 Ligaspielen sechs Treffer erzielen konnte. Im Februar 2013 wurde sie beim sogenannten Supplemental-Draft zur neugegründeten NWSL in der fünften Runde an Position 33 von der Franchise der Washington Spirit unter Vertrag genommen, jedoch noch vor dem ersten Saisonspiel wieder freigestellt.